# Herbert (Nova Zelândia)
Herbert é uma cidade da Nova Zelandia localizada na região de Otago.